# 캉탱 마에
캉탱 마에(프랑스어: Kentin Mahé, 1991년 5월 22일~)는 프랑스의 핸드볼 선수로 포지션은 센터백과 레프트윙이다. 현재 헝가리 리그의 베스프렘 KC와 프랑스 핸드볼 국가대표팀 소속으로 뛰고 있다.